# دهستان قلقل‌رود
قلقل‌رود، دهستانی از توابع بخش قلقل‌رود شهرستان تویسرکان در استان همدان ایران است.

## جمعیت
براساس سرشماری سال ۱۳۸۵ جمعیت آن ۶٬۲۲۱ نفر (۱٬۴۶۹ خانوار) بوده‌است.